# Jednopłatek
Jednopłatek (Monophyllus) – rodzaj ssaków z podrodziny jęzorników (Glossophaginae) w obrębie rodziny liścionosowatych (Phyllostomidae).

## Rozmieszczenie geograficzne
Rodzaj obejmuje gatunki występujące na Antylach.

## Morfologia
Długość ciała (bez ogona) 58–84 mm, długość ogona 7–16 mm, długość ucha 9–15 mm, długość tylnej stopy 11–14 mm, długość przedramienia 34,8–45,7 mm; masa ciała 6–17,2 g.

## Systematyka
Rodzaj zdefiniował w 1821 roku angielski przyrodnik William Elford Leach w artykule zatytułowanym Cechy trzech nowych rodzajów nietoperzy nieposiadających liściastych narośli na nosie, opublikowanym w czasopiśmie „Transactions of the Linnean Society of London”. Gatunkiem typowym jest (oznaczenie monotypowe) jednopłatek kubański (M. redmani). 

### Etymologia
Monophyllus (Monophylla): gr. μονοφυλλος monophyllos ‘jedno-liściowy’, od μονος monos ‘pojedynczy’; φυλλον phullon ‘liść’.

### Podział systematyczny
Do rodzaju należą następujące gatunki:
| Grafika | Gatunek               | Autor i rok opisu | Nazwa zwyczajowa     | Podgatunki   | Rozmieszczenie geograficzne | Podstawowe wymiary                                           | Status IUCN |
| ------- | --------------------- | ----------------- | -------------------- | ------------ | --- | ------------------------------------------------------------ | ----------- |
|         | Monophyllus plethodon | G.S. Miller, 1900 | jednopłatek wyspowy  | 2 podgatunki | Małe Antyle, od Anguilli na południe do Saint Vincent i Grenadyn (Saint Vincent) i Barbadosu; zakres wysokości: 0–550 m n.p.m.                                     | DC: 6,7–8,4 cm DO: 0,8–1,6 cm DP: 3,9–4,6 cm MC: 12,5–17,2 g | LC          |
|         | Monophyllus redmani   | Leach, 1821       | jednopłatek kubański | 3 podgatunki | południowe Bahamy (wyspy Acklins i Crooked), Turks i Caicos, Kuba, Jamajka, Haiti (wraz z wyspą Gonâve), Dominikana i Portoryko; zakres wysokości: 40–515 m n.p.m. | DC: 5,8–8 cm DO: 0,7–1,1 cm DP: 3,5–4,3 cm MC: 6–13,4 g      | LC          |

Kategorie IUCN:  LC  – gatunek najmniejszej troski.